# Техніко-економічний фаховий коледж Національного університету «Львівська політехніка»
Техніко-економічний фаховий коледж Національного університету «Львівська політехніка» — відокремлений структурний підрозділ Львівської політехніки, який у 2006 році увійшов до складу НУ «Львівська політехніка».

## Загальна інформація
Кадрове, навчально-методичне та матеріально-технічне забезпечення навчально-виховного процесу в коледжі відповідає вимогам Міністерства освіти і науки України. Якісну соціально-гуманітарну, природничо-наукову та фахову підготовку молодших спеціалістів і бакалаврів здійснюють за навчальними планами, розробленими відповідно до стандартів вищої освіти.
Всього в коледжі працює 117 педагогів, з них 100 — за основним місцем роботи (12 викладачів-методистів, 59 викладачів вищої категорії, 9 кандидатів наук, 7 старших викладачів). 23 викладачі є випускниками рідного коледжу.
Навчально-матеріальна база коледжу повністю відповідає вимогам навчальних планів і програм. Для повноцінного забезпечення навчального процесу тут створено 14 лабораторій, 7 комп'ютерних класів (біля 200 комп'ютерів), 43 кабінети та 5 навчально-виробничих майстерень. Навчальні кабінети, лабораторії, майстерні забезпечені для навчального процесу необхідним сучасним обладнанням, приладами та інструментами. Кабінети відповідають санітарно-гігієнічним вимогам і мають належний естетичний вигляд. У навчальному процесі постійно використовуються макети та моделі, які виготовляють самі студенти на заняттях гуртків технічної творчості або на підприємствах. У лабораторіях і кабінетах наявні описи лабораторних та практичних робіт, технологічні карти, довідкова й методична література, технічні засоби навчання, наочні посібники та стенди. Постійно проводиться робота з оновлення й поповнення матеріально-технічної бази.

## Історія
У передвоєнному 1940 році у Львові був заснований технікум комунального будівництва, який нині має статус державного техніко-економічного коледжу. Кілька років тому він увійшов до складу Національного університету «Львівська політехніка» як окремий структурний підрозділ. Розташований у Львові на вулиці Пасічній, коледж — один із не багатьох у західному регіоні, який готує фахівців середньої ланки у сфері тепло-, газо- і водопостачання, а також будівельників, економістів, правників, бухгалтерів.
Етапним для навчального закладу став 1982 рік, коли тодішній технікум комунального будівництва перебрався у новозбудований сучасний навчальний корпус на вулиці Пасічній. Це дозволило докорінно зміцнити його навчально-технічну базу, відкрити низку нових спеціальностей, що суттєво позначилося на якості знань його випускників.
Поштовхом до якісних змін у підготовці кваліфікованих фахівців-комунальників послужило приєднання коледжу львівської політехніки. Про це нагадав під час урочистостей присутній на святкуванні ректор Національного університету «Львівська політехніка» професор Юрій Бобало. Входження дозволило суттєво вдосконалити навчально-виховний процес, котрий набув останні роки практично-прикладного спрямування, що особливо актуально за умов значного дефіциту фахівців цього профілю в Україні. Нині тут функціонують 14 лабораторій, 43 кабінети та 5 навчально-виробничих майстерень із сучасним обладнанням та інструментами. Це дозволяє Львівському техніко-економічному коледжу займати чільні позиції серед аналогічних навчальних закладів в Україні.
У своїй роботі педагогічний колектив, який налічує майже 104 викладачі, керується тим, що кожен випускник коледжу повинен насамперед відбутися не тільки як кваліфікований спеціаліст, здатний працювати в умовах ринкової економіки, а й як особистість, громадянин, патріот Української держави, наголосив ректор. Він вручив грамоти та відзнаки найкращим освітянам.

## Керівництво коледжу
- Іванець Людмила Володимирівна — директор коледжу, кандидат економічних наук, доцент.
- Цебенко Любов Іванівна — заступник директора з навчальної роботи.
- Здоровега Мар'яна Володимирівна — заступник директора з виховної роботи.
- Генсецький Микола Петрович — заступник директора з навчально-виробничої роботи.
- Романська Уляна Вікторівна — головний бухгалтер.
- Брик Іван Григорович — завідувач господарською частиною.

## Перелік спеціальностей підготовки
- 5.03050901 — «Бухгалтерський облік» (денне, заочне відділення) — 2 роки / 3 роки;
- 5.03050401 — «Економіка підприємства» (денне, заочне відділення) — 2роки / 3 роки;
- 5.03040101 — «Правознавство» (денне, заочне відділення) — 4 роки / 3 роки;
- 5.06010101 — «Будівництво та експлуатація будівель і споруд» (денне, заочне відділення) — 3 роки / 4 роки.;
- 5.06010113 — «Монтаж, обслуговування устаткування і систем газопостачання» (денне, заочне відділення) — 2,5 роки / 3,5 роки / 3 роки;
- 5.06010114 — «Монтаж і обслуговування внутрішніх санітарно-технічних систем і вентиляції» (денне, заочне відділення) — 3 роки / 4 роки / 3 роки;
- 5.05060103 — «Монтаж і обслуговування теплотехнічного устаткування і систем теплопостачання» (денне відділення) — 2,5 роки / 3,5 роки / 3 роки;
- 6.030509 — «Облік і аудит» (бакалаврат) (денне, заочне відділення) — 2 роки.

## Навчальний процес
Всі педагоги об'єднані в 11 циклових комісій — соціально-гуманітарних і природничо-наукових дисциплін, та 7 випускних за відповідними спеціальностями.
З метою глибокого засвоєння матеріалу, активізації пізнавальної діяльності студентів, крім традиційних лекцій та семінарів, викладачами застосовуються різноманітні форми й методи навчальних занять: проблемні лекції, семінари-диспути, ділові ігри, бінарні уроки, практичні заняття-дослідження, уроки-екскурсії з наступним їх аналізом, аналізом на виробництві. Пріоритетним напрямом навчання є організація самостійної роботи студентів в аудиторії і поза її межами, при цьому викладачі коледжу не тільки дають можливість майбутнім фахівцям самостійно засвоювати певний матеріал, а й намагаються виховати у них потребу в самоосвіті, самовдосконаленні.
У коледжі широкого застосування набули такі форми методичної роботи: педагогічні семінари на актуальні теми, школа молодого викладача, школа передового досвіду, виставки методичних розробок. Своєрідним підсумком роботи колективу викладачів із загальних методичних проблем стали науково-практичні конференції, що виступають як форма виявлення та узагальнення найкращого педагогічного досвіду.
Робота педагогічного колективу спрямована на індивідуалізацію навчального процесу, зростання її ролі на старших курсах. Найбільш здібні та старанні студенти отримують іменні стипендії, премію імені Вячеслава Чорновола, стипендію Президента України та Верховної Ради.
Одне з чільних місць у коледжі посідає наукова робота. Тут працює Наукове студентське товариство. Стало традицією проведення щорічних науково-методичних конференцій, де провідні науковці, викладачі та студенти з багатьох вишів м. Львова мають можливість поділитися досвідом та доповісти про результати своєї наукової діяльності. За підсумками їхньої роботи видаються збірники.

## Циклові комісії та кафедри коледжу
- Комісія гуманітарних дисциплін;
- Комісія дисциплін природничо-математичного циклу;
- Комісія циклу іноземних мов;
- Комісія циклу комп'ютерних дисциплін;
- Комісія соціально-економічних дисциплін;
- Комісія циклу фундаментальних і професійно-орієнтованих спеціальних дисциплін спец.5.05060114;
- Кафедра обліку, аудиту і фінансів;
- Комісія циклу економіки і підприємництва;
- Комісія циклу професійно-орієнтованих, спеціальних дисциплін спец.5.06010113;
- Комісія циклу фундаментальних, професійно-орієнтованих, спеціальних дисциплін 5.06010114 Монтаж і обслуговування внутрішніх санітарно-технічних систем і вентиляцій;
- Комісія циклу професійно-орієнтованих, спеціальних дисциплін 5.05060103.

## Навчально-матеріальна база коледжу
Рівень комп'ютерного оснащення навчального процесу задовільний. Нині активно використовується в навчально-виховному процесі майже 200 одиниць комп'ютерної техніки, 2 копіювальних центри з можливістю широкоформатного друку. Усі комп'ютери з'єднані локальною мережею. Студенти мають можливість безкоштовного доступу до інформаційної системи коледжу (в тому числі і до електронної бібліотеки коледжу) через Internet.
У коледжі є бібліотека з читальним залом. В читальному залі 10 комп'ютеризованих робочих місць, під'єднаних до електронної бібліотеки коледжу з доступом через інформаційну систему коледжу до інтернету. Це культурно-освітній, пізнавальний, сучасний інформаційний центр коледжу, який у своїй роботі керується принципами пріоритету інтересів читачів з урахуванням їх вікових та індивідуальних особливостей. Загальнодоступність інформації, різноманітність форм бібліотечної роботи: це і забезпечення навчального процесу  підручниками та додатковою літературою, навчально-методичне забезпечення доступне в електронному вигляді, сприяння розвитку рідної мови, і збагачення читачів знаннями історії рідного краю, його екології, економіки.
Читальний зал має 90 індивідуальних місць, накопичує передплатні видання, довідники, енциклопедії та посібники, підручники та художню літературу. Фонд бібліотеки становить 76 тисяч примірників, більша частина з яких — підручники та допоміжна література; третину фонду становить художня література. Фонд електронної бібліотеки складає 1500 екземплярів документів. За останні два роки одержано понад 1200 одиниць книг, це посібники та підручники для студентів усіх спеціальностей. Усі надходження видані державною мовою.
Працівники бібліотеки не тільки обслуговують читачів, але й перебувають у постійному пошуку нових форм популяризації літератури, виховання читацької культури студентської молоді, вироблення навичок в орієнтуванні у потоці інформації, що зростає.
Крім навчальних приміщень, у корпусі коледжу розміщені актова зала, їдальня на 300 місць, спортивний та тренажерний зали, спортивні майданчики. Велику увагу приділяють у коледжі фізичному вихованню студентів, адже фізкультура і спорт сприяють утвердженню здорового способу життя, розвитку фізичного виховання і спорту. Щорічно проводяться традиційні легкоатлетичні змагання та «Дні здоров'я», «Козацькі забави», спортивні походи клубу «Чугайстер». Діють спортивні секції з волейболу, баскетболу та футболу. Проводяться заняття із шашок та шахів, що сприяє розвитку логічного мислення.

## Випускники
- Костів Юрій Миронович — український військовик, молодший сержант Збройних сил України, учасник російсько-української війни.
- Півень Руслан Віталійович — український військовик, сержант Збройних сил України, учасник російсько-української війни.
- Ханащак Микола Іванович — український військовик, солдат Збройних сил України, учасник російсько-української війни.